# Lockerbie
Pour les articles homonymes, voir Lockerbie (groupe).
Vous pouvez aider à l'améliorer ou bien discuter des problèmes sur sa page de discussion.
- Il ne cite pas suffisamment ses sources. Vous pouvez indiquer les passages à sourcer avec {{référence nécessaire}} ou {{Référence souhaitée}}, et inclure les références utiles en les liant aux notes de bas de page. (Marqué depuis avril 2024)
- Certaines informations devraient être mieux reliées aux sources mentionnées dans la bibliographie ou les liens externes. Améliorez sa vérifiabilité en les associant par des références. (Marqué depuis avril 2024)

- Archive Wikiwix
- Bing
- Cairn
- DuckDuckGo
- E. Universalis
- Gallica
- Google
- G. Books
- G. News
- G. Scholar
- Persée
- Qwant
- (zh) Baidu
- (ru) Yandex
- (wd) trouver des œuvres sur Wikidata

Lockerbie est une petite ville écossaise, située dans le district de Dumfries and Galloway, dans le sud-ouest de l'Écosse, au Royaume-Uni, à environ 120 kilomètres de Glasgow et 30 kilomètres de la frontière avec l'Angleterre. Elle compte 4 009 habitants au recensement de 2001.
Elle est traversée par le fleuve Annan.
La ville est devenue tristement célèbre à la suite de l'attentat de Lockerbie du 21 décembre 1988, où un Boeing 747 de la Pan Am explosa au-dessus de la ville. 
Le club de football Mid-Annandale Football Club est basé dans la ville.